# Molescroft
Molescroft – wieś w Anglii, w hrabstwie East Riding of Yorkshire. Leży 15 km na północny zachód od miasta Hull i 262 km na północ od Londynu. W 2001 miejscowość liczyła 6810 mieszkańców.